# 서효림
서효림(徐孝琳,

## 학력
- 인하공업전문대학 비서과 졸업

## 출연 작품

### 드라마
| 연도        | 방송사 | 제목                     | 역할     | 비고                |
| ----------- | ------ | ------------------------ | -------- | ------------------- |
| 2007        | KBS2   | 꽃피는 봄이 오면         | 홍이     | 16부작              |
| 2007        | KBS2   | 인순이는 예쁘다          | 김정아   | 16부작              |
| 2008 ~ 2009 | MBC    | 그분이 오신다            | 정효림   | 시트콤              |
| 2008        | KBS2   | 그들이 사는 세상         | 장해진   | 16부작              |
| 2009        | MBC    | 잘했군 잘했어            | 하은비   | 40부작              |
| 2009        |        | 세티                     | 이미주   | 웹툰드라마          |
| 2010        | KBS1   | 바람 불어 좋은 날        | 장만세   | 173부작             |
| 2010        | KBS2   | 성균관 스캔들            | 하효은   | 20부작              |
| 2011        | SBS    | 여인의 향기              | 임세경   | 16부작              |
| 2011        | MBC    | 나도, 꽃!                | 김달     | 15부작              |
| 2013        | SBS    | 그 겨울, 바람이 분다     | 진소라   | 16부작              |
| 2013        | SBS    | 주군의 태양              | 박서현   | 특별출연            |
| 2014        | SBS    | 끝없는 사랑              | 천혜진   | 37부작              |
| 2016        | SBS    | 미녀 공심이              | 공미     | 20부작              |
| 2017        | MBC    | 밥상 차리는 남자         | 하연주   | 50부작              |
| 2018        | tvN    | 김비서가 왜 그럴까       | 최서진   | 특별출연            |
| 2018        | KBS1   | 비켜라 운명아            | 한승주   | 124부작             |
| 2021~2022   | MBC    | 옷소매 붉은 끝동         | 화완옹주 | 17부작              |
| 2022        | tvN    | 연예인 매니저로 살아남기 | 서효림   | 3회 에피소드 주인공 |

### 영화
- 2009년 영화 《내 사랑 내 곁에》 ... 리포터 역(특별출연)
- 2010년 영화 《죽이고 싶은》 ... 하 간호사 역
- 2023년 영화 《인드림》  ... 홍화 역
- 2023년 영화 《가문의 영광:리턴즈》 ... 미순 역

### 라디오 프로그램(진행, 출연)
| 진행 기간 (또는 출연 날짜 및 연도) | 제목                       | 채널     | 비고      |
| ---------------------------------- | -------------------------- | -------- | --------- |
| 2017년 6월 8일~2017년 6월 11일     | 《조윤희의 볼륨을 높여요》 | KBS 쿨FM | 스페셜 DJ |

### 뮤직 비디오
| 연도 | 가수       | 곡명            |
| ---- | ---------- | --------------- |
| 2007 | 서영은     | 〈완소 그대〉   |
| 2008 | 일락       | 〈헤픈 여자〉   |
| 2009 | FT아일랜드 | 〈나쁜 여자야〉 |
| 2010 | 엠블랙     | 〈Y〉           |

### 예능
- KBS2 추석특집 《빅스타 X파일》 진행
- KBS2 《뮤직뱅크》 진행
- KBS2 《해피투게더》 137회 출연
- KBS2 《김승우의 승승장구》 27회 몰래 온 손님
- KBS2 《스쿨 버라이어티 백점만점》 1회 출연
- SBS 《정글의 법칙 라스트 헌터》 출연
- KBS2 《배틀 트립》 여행 게스트
- KBS2 《배틀 트립》 스페셜 MC
- SBS 《런닝맨》 수상한 레이스
- tvN 《서울메이트》(2018년)
- SBS Plus 《밥은 먹고 다니냐?》(2019년)
- KBS2 《식탁의 기사》(2019년)
- MBC 《라디오스타》(2022년)
- 채널A 《신랑수업》 - 김재중 편 VCR 출연(2023년)
- E채널 《익스큐수미: 일단 잡숴봐》(2023년)
- JTBC 《짠당포》(2023년)
- TV조선 《아빠하고 나하고》(2024년)

### 광고 · 홍보대사
- 2008년 제10회 서울국제청소년영화제 홍보대사
- 2009년 열린의사회 홍보대사
- 2010년 OQ 서포터즈
- 하이트 맥주(2006년)
- 카스피 코너스(2007년)
- 하이트 프라임(2007년)
- 하나 TV(2007년)
- 아모스프로페셔널(2008년)
- 아웃백스테이크하우스(2009년)
- 에스 오일(2009년)
- 라네즈(2009년)
- 오락4000(2009년)
- 호피걸(2009년)
- 스프리스(2009년)
- 케이블 코미디TV
- 에버랜드(2009년)
- 뱅뱅(2011년)
- 쉬즈굿닷컴(2014년)

## 수상 및 후보
| 연도 | 시상식                   | 부문                             | 작품             | 결과 |
| ---- | ------------------------ | -------------------------------- | ---------------- | ---- |
| 2011 | 제6회 아시아모델상시상식 | CF모델상                         | 빈칸             | 수상 |
| 2011 | SBS 연기대상             | 뉴스타상                         | 여인의 향기      | 수상 |
| 2014 | SBS 연기대상             | 장편드라마부문 여자 우수연기상   | 끝없는 사랑      | 후보 |
| 2016 | SBS 연기대상             | 로맨틱코미디부문 여자 특별연기상 | 미녀 공심이      | 후보 |
| 2017 | MBC 연기대상             | 주말극부문 여자 우수연기상       | 밥상 차리는 남자 | 후보 |
| 2018 | KBS 연기대상             | 일일극부문 여자 우수연기상       | 비켜라 운명아    | 후보 |

## 가족 관계
- 배우자: 정명호(1976년~)
  - 딸: 정조이(2020년 6월 5일~)
- 시어머니: 김수미(1949년 9월 3일~2024년 10월 25일)
- 시아버지: 정창규